# Либерална хомофобија
Либерална хомофобија је концепт који дефинише прихватање хомосексуалности све док она остаје скривена. То је врста хомофобије у којој, упркос прихватању и одбрани сексуалне разноликости, могу бити изражене, предрасуде и стереотипи који маргинализују или потцењују ЛГБТИ људе се настављају.
То је пракса која се заснива на разумевању односа и сексуалности као приватних питања и, дакле, прихватања слободе појединца над њима све док они не изађу у јавну сферу . Међутим, став ЛГБТИ покрета је да сексуална оријентација јесте и увек је била јавно питање, јер хетеросексуалци једноставном чињеницом да имају партнера отворено показују своју оријентацију.
Либерална хомофобија изражена је у многим областима из којих се критикује потреба да се сексуална разноликост учини видљивом, попут ЛГБТИ параде поноса, кампања за подизање свести у школама, животом ван ормара или поседовањем нехетеросексуалних манира, не узимајући у обзир дискриминацију са којом се ЛГБТИ особе суочавају.
Аутори Алберто Мира и Даниел Борило сматрају да се ради о врсти хомофобије коју карактерише „да, али...” моменат. Хомосексуалност се добронамерно подноси, али само под условом да се утиша и да се прихвати хетероцентрична нормалност. Свако преступање те норме одбацује се као виктимистички и активистички чин. Мирајевим речима:
Изузетно је једноставно: „да, али ...” У ову синтаксичку структуру убачена је свака врста изјаве: „хомосексуалци су дивни и моји пријатељи, али не смеју бити фламбојантни; хомосексуалци су људи попут свих, али егзибиционизам који се манифестује није на месту.” Постоји граница коју тек треба превладати: она позитивних слика или виндикације.